# Dilfirib Kadın
Dilfirib Kadın (turco ottomano دل فریب قادین, lett. "cuore ingannevole"; Istanbul, 1890 – Istanbul, 1952) è stata la quinta ultima consorte del sultano Mehmed V dell'Impero ottomano.

## Biografia
Dilfirib Kadın nacque nel 1890 a Istanbul. Era di origini circasse. Sposò Şehzade Mehmed Reşad nel 1907 come sua quinta consorte.  Non ebbe figli da lui. Il 27 aprile 1909, dopo l'ascesa al trono di Mehmed, le fu dato il titolo di "Senior Ikbal". In seguito fu elevata al titolo di "Quarta Kadın" dopo la morte di Dürriaden Kadın nell'ottobre 1909. Safiye Ünüvar, insegnante alla scuola del palazzo reale, che la conobbe nel 1915, la descrisse come giovane e ben educata. Safiye e Dilfirib furono amiche intime per tutta la vita.
Il 30 maggio 1918, Dilfirib conobbe l'Imperatrice Zita di Borbone-Parma nell'harem del Palazzo di Yıldız, quando quest'ultima visitò Istanbul con suo marito l'Imperatore Carlo I d'Austria. Con la sua bellezza, guadagnò l'ammirazione dell'Imperatrice.
Dilfirib e Nazperver Kadin, la quarta consorte di Mehmed, erano insieme a lui, quando lui morì il 3 luglio 1918. Dopo la morte del Sultano, rimase al Palazzo Yıldız. Quando la famiglia imperiale andò in esilio nel 1924, lei si trasferì nella sua villa a Erenkoy e si risposò con un medico, da cui ebbe un figlio.
Morì nel 1952 di cancro.